# Hieracium guatemalense
Hieracium guatemalense es una especie de planta con flor del género Hieracium, de la familia Asteraceae, orden Asterales.

## Distribución
Hieracium guatemalense se distribuye por Guatemala.

## Taxonomía
Fue descrita científicamente por Standl. & Steyerm.
Tratamiento taxonómico
La especie aparece registrada y publicada en Publ. Field Mus. Nat. Hist., Bot. Ser.